# Llista de les banderes de Suïssa
Aquesta és una llista que conté les diferents banderes que s'utilitzen o s'han utilitzat a Suïssa.

## Bandera nacional
| Bandera           | Data          | Ús               | Descripció                                                                                      |
| ----------------- | ------------- | ---------------- | ----------------------------------------------------------------------------------------------- |
| Bandera de Suïssa | 1841-avui dia | Bandera nacional | Consisteix en una creu suïssa de color blanc col·locada sobre un camp vermell. Proporcions 1:1. |
| Bandera de Suïssa | 1882-avui dia | Bandera civil    | Mateix disseny que la bandera nacional però amb proporcions 2:3.                                |

### Històriques
| Bandera                                      | Data      | Ús                             | Descripció |
| -------------------------------------------- | --------- | ------------------------------ | --- |
| Bandera de la Confederació suïssa (1814-1822 | 1814–1822 | Confederació Suïssa restaurada | Camp vermell quadrat amb la creu suïssa en blanc que carrega dins els braços horitzontals la inscripció "FÜR VATERLAND UND EHRE" ("Per la Pàtria i l'Honor") i als braços verticals una espasa entrellaçada per una planta de llorer. |

## Divisió Administrativa

### Cantons
| Bandera                           | Data             | Ús                              | Descripció |
| --------------------------------- | ---------------- | ------------------------------- | --- |
| Bandera d'Appenzell Ausser-Rhoden | 1513, 1597       | Cantó d'Appenzell Ausser-Rhoden | Camp blanc amb un ós de sable rampant, armat, lampassat i vergat de gules entre les lletres V i R. |
| Bandera d'Appenzell Inner-Rhoden  | 1513             | Cantó d'Appenzell Inner-Rhoden  | Camp blanc amb un ós de sable rampant, armat, lampassat i vergat de gules. |
| Bandera d'Argòvia                 | 1803, 1930       | Cantó d'Argòvia                 | Camp dividit verticalment en dues meitats. La meitat esquerra de color negre carrega tres faixes ondades blanques al centre, els rius Aar, Reuss i Limmat; mentre la meitat dreta és de color blau i carrega tres estels blancs de cinc puntes simbolitzant les tres regions principals que formen el cantó: el comtat de Baden, Fricktal i Freie Ämter. Dissenyada per Samuel Ringier i adoptada el 1803, es va modificar el 1930 per canviar la posició dels estels a l'actual posició. |
| Bandera de Basilea-Camp           | 1501, 1947       | Cantó de Basilea-Camp           | Camp blanc amb un bàcul pastoral vermell ornamentat amb set esferes i amb la voluta cara al vol. |
| Bandera de Basilea-Ciutat         | 1501, 1976       | Cantó de Basilea-Ciutat         | Camp blanc amb un bàcul pastoral negre centrat i amb la voluta cara al pal. |
| Bandera del cantó de Berna        | 1353             | Cantó de Berna                  | Camp vermell amb una banda groga que conté un ós de sable passant, armat, lampassat i vergat de gules. |
| Bandera de Friburg                | 1481             | Cantó de Friburg                | Camp dividit horitzontalment en dues meitats, negra la superior i blanca la inferior. |
| Bandera de Ginebra                | 1815             | Cantó de Ginebra                | Camp dividit en dues meitats, la de l'esquerra amb mitja àliga de sable coronada i armada de gules sobre camp d'or i a la dreta una clau d'or sobre camp de gules. Proporcions 1:1. |
| Bandera de Glarus                 | 1352, 1959       | Cantó de Glarus                 | Sobre un camp vermell sant Fridolí de Säckingen. El 1959 Ernst Keller creà el seu aspecte actual. Proporcions 1:1. |
| Bandera dels Grisons              | 1803, 1932       | Cantó dels Grisons              | Camp amb les armes de les Tres Lligues: La de la Lliga Grisa, la Lliga de les Deu Jurisdiccions i la Lliga de la Casa de Déu respectivament. El 1932 Josef Zemp creà el seu aspecte actual. Proporcions 1:1. |
| Bandera del Jura                  | 1979             | Cantó del Jura                  | Camp blanc partit verticalment en dues meitats, a l'esquerra un un bàcul pastoral vermell amb la voluta cara al pal, i a l'esquerra amb set faixes vermelles i blanques alternes. El 1947 Paul Boesch creà el seu aspecte actual però no s'adoptà fins al març de 1979. Proporcions 1:1. |
| Bandera de Lucerna                | 1332             | Cantó de Lucerna                | Camp dividit horitzontalment en dues meitats, blanca la superior i blau cel la inferior. Proporcions 1:1. |
| Bandera de Neuchâtel              | 1815, 1848       | Cantó de Neuchâtel              | Tricolor de verd, blanc i vermell amb una petita creu suïssa al capdamunt de la franja vermella. Proporcions 1:1. |
| Bandera de Nidwalden              | 1291             | Cantó de Nidwalden              | Camp vermell amb una doble clau blanca. Proporcions 1:1. |
| Bandera d'Obwalden                | 1291             | Cantó d'Obwalden                | Camp dividit horitzontalment de vermell i blanc amb una clau de blanc i vermell amb l'embocadura o paleta mirant cap al pal. Proporcions 1:1. |
| Bandera del Cantó de Sankt Gallen | 1803             | Cantó de Sankt Gallen           | Camp verd amb una destral blanca envoltada d'un feix romà també en blanc i lligat de verd. Proporcions 1:1. |
| Bandera de Schaffhausen           | 1501             | Cantó de Schaffhausen           | Camp groc amb un marrà negre rampant de negre, lampassat de vermell, cornut, vergat i clavat de groc. Proporcions 1:1. |
| Bandera de Schwyz                 | 1291             | Cantó de Schwyz                 | Camp vermell amb la creu suïssa blanca al quarter superior esquerre. Proporcions 1:1. |
| Bandera del Cantó de Solothurn    | 1481             | Cantó de Solothurn              | Camp dividit horitzontalment en dues meitats, vermella la superior i blanca la inferior. Proporcions 1:1. |
| Bandera del Cantó de Ticino       | 1803, 1930       | Cantó de Ticino                 | Camp dividit horitzontalment en dues meitats, vermella la superior i blava la inferior. Proporcions 1:1. |
| Bandera de Turgòvia               | 1803             | Cantó de Turgòvia               | Camp dividit diagonalment en blanc i verd amb dos lleons passants de groc i lampassats i vergats de vermell. Proporcions 1:1. |
| Bandera d'Uri                     | 1291             | Cantó d'Uri                     | Camp groc amb un cap de bou negre amb l'anella i la llengua de vermell. Proporcions 1:1. |
| Bandera del Valais                | 1815             | Cantó del Valais                | Camp dividit verticalment en dues meitats blanca i vermella, sobreposades en tres fileres 13 estels de cinc puntes (quatre vermells, cinc partits de vermell i blanc i quatre blancs). Proporcions 1:1. |
| Bandera del Vaud                  | 1803, 1916, 2003 | Cantó del Vaud                  | Camp dividit horitzontalment en dues meitats, blanca la superior i verda la inferior. A la superior hi ha la inscripció LIBERTÉ ET PATRIE ("Pàtria i Llibertat") en color groc. Proporcions 1:1. |
| Bandera de Zug                    | 1352             | Cantó de Zug                    | Camp blanc amb una faixa blau cel al centre, d'amplada equivalent a un terç de l'alçada de la bandera. Proporcions 1:1. |
| Bandera del Cantó de Zúric        | 1351             | Cantó de Zúric                  | Camp dividit diagonalment en dues meitats, blau cel la de l'esquerra i blanca la de la dreta. Proporcions 1:1. |

#### Històriques
| Bandera                                              | Data      | Ús                         | Descripció |
| ---------------------------------------------------- | --------- | -------------------------- | --- |
| Bandera d'Appenzell                                  | segle XV  | Cantó d'Appenzell          | Camp blanc amb un ós de sable rampant, armat, lampassat i vergat de gules.                                                                                           |
| Bandera d'Argòvia                                    | 1803-1930 | Cantó d'Argòvia            | Mateix disseny que la bandera actual però els estels disposats de manera diferent.                                                                                   |
| Bandera del cantó de Basilea                         | 1848      | Cantó de Basilea           | Camp blanc amb dos bàculs pastorals, el de l'esquerra és negre amb la voluta cara al pal, i el de la dreta és vermell amb i la voluta cap al vol al costat esquerre. |
| Bandera del cantó de Neuchâtel (1836-1848)           | 1836-1848 | Cantó de Neuchâtel         | Tres franges horitzontals de colors carabassa, negre i blanc. |
| Bandera del Cantó de Neuchâtel (1350-1836)           | 1350-1836 | Cantó de Neuchâtel         | Camp groc travessat per un pal xebronat de vermell i blanc al centre.                                                                                                |
| Bandera de la República Helvètica                    | 1798-1803 | República Helvètica        | Tres franges horitzontals d'igual amplada de colors verd, vermell i groc, amb la inscripció de Republique Helvetique en groc a la franja central.                    |
| Bandera de la República de Léman (1798)              | 1798      | República de Léman         | Camp verd amb la inscripció RÉPUBLIQUE LÉMANIQUE entre les paraules LIBERTÉ i ÉGALITÉ, totes en groc.                                                                |
| Bandera de l'antic cantó d'Unterwalden               |           | Antic cantó d'Unterwalden  | Camp dividit horitzontalment en dues meitats, sent vermella la superior i blanca la inferior.                                                                        |
| Bandera del Cantó d'Uri (1350-1836)                  | 1291-1422 | Cantó d'Uri                | Mateix disseny que l'actual però el cap de bou té diferent forma. |
| Bandera de la República del Valais                   | 1802–1810 | República del Valais       | Mateix disseny actual de la bandera del Valais, però carrega quatre estels de cinc puntes a cada meitat i cinc al mig.                                               |
| Bandera de la República dels set Dizains (1628–1802) | 1613–1798 | República dels Set Dizains | Mateix disseny que l'anterior, però només tres estels de sis puntes a cada meitat i un al mig.                                                                       |

### Municipals
Relació de banderes de les capitals de cantó per ordre alfabètic, per a veure la resta cal consultar l'article principal.
| Bandera                 | Data | Ús                                         | Descripció                                 |
| ----------------------- | ---- | ------------------------------------------ | ------------------------------------------ |
| Bandera d'Aarau         |      | Aarau (cantó d'Argòvia)                    |                                            |
| Bandera d'Altdorf       |      | Altdorf (cantó d'Uri)                      |                                            |
| Bandera d'Appenzell     |      | Appenzell (cantó d'Appenzell Inner-Rhoden) |                                            |
| Bandera de Basilea      |      | Basilea (cantó de Basilea-Ciutat)          | Mateixa bandera que la del cantó.          |
| Bandera de Bellinzona   |      | Bellinzona (cantó de Ticino)               |                                            |
| Bandera de Berna        |      | Berna (cantó de Berna)                     | Mateixa bandera que la del cantó de Berna. |
| Bandera de Coira        |      | Coira (cantó de Grisons)                   |                                            |
| Bandera de Delémont     |      | Delémont (cantó de Jura)                   |                                            |
| Bandera de Frauenfeld   |      | Frauenfeld (cantó de Turgòvia)             |                                            |
| Bandera de Friburg      |      | Friburg (cantó de Friburg)                 |                                            |
| Bandera de Ginebra      |      | Ginebra (cantó de Ginebra)                 | Mateixa bandera que la del cantó.          |
| Bandera de Glarus       |      | Glarus (cantó de Glarus)                   |                                            |
| Bandera d'Herisau       |      | Herisau (cantó d'Appenzell Ausser-Rhoden)  |                                            |
| Bandera de Lausana      |      | Lausana (cantó de Vaud)                    |                                            |
| Bandera de Liestal      |      | Liestal (cantó de Basilea-Camp)            |                                            |
| Bandera de Lucerna      |      | Lucerna (cantó de Lucerna)                 | Mateixa bandera que la del cantó.          |
| Bandera de Neuchâtel    |      | Neuchâtel (cantó de Neuchâtel)             |                                            |
| Bandera de Sarnen       |      | Sarnen (cantó d'Obwalden)                  |                                            |
| Bandera de Schaffhausen |      | Schaffhausen (cantó de Schaffhausen)       |                                            |
| Bandera de Schwyz       |      | Schwyz (cantó de Schwyz)                   | Mateixa bandera que la del cantó.          |
| Bandera de Sion         |      | Sion (cantó de Valais)                     |                                            |
| Bandera de Solothurn    |      | Solothurn (cantó de Solothurn)             | Mateixa bandera que la del cantó.          |
| Bandera de Sankt Gallen |      | Sankt Gallen (cantó de Sankt Gallen)       |                                            |
| Bandera d'Stans         |      | Stans (cantó de Nidwalden)                 |                                            |
| Bandera de Zug          |      | Zug (cantó de Zug)                         | Mateixa bandera que la del cantó.          |
| Bandera de Zúric        |      | Zúric (cantó de Zúric)                     | Mateixa bandera que la del cantó.          |

## Militars
| Bandera                               | Data          | Ús             | Descripció                              |
| ------------------------------------- | ------------- | -------------- | --------------------------------------- |
| Bandera de les Forces Armades suísses | 1898-avui dia | Forces Armades | Mateix disseny que la bandera nacional. |

### Personals
| Bandera                                     | Data | Ús                             | Descripció                                                                                        |
| ------------------------------------------- | ---- | ------------------------------ | ------------------------------------------------------------------------------------------------- |
| Bandera del General i Cap de l'Exèrcit suís | 1898 | General i Cap de l'Exèrcit     | Mateix disseny que la bandera de les Forces armades.                                              |
| Bandera del Korpskommandant suís            | 1898 | Korpskommandant                | Mateix disseny que la del Cap de l'exèrcit però en format banderí.                                |
| Bandera del General major suís              | 1898 | General major                  | Bandera dividida horitzontalment en dues meitats, vermella la superior i blanca la inferior.      |
| Bandera del General de brigada suís         | 1898 | General de Brigada o brigadier | Bandera dividida verticalment en dues meitats, vermella la de l'esquerra i blanca la de la dreta. |

## Esportives

### Clubs Nàutics
| Bandera                                   | Data | Ús                                              | Descripció |
| ----------------------------------------- | ---- | ----------------------------------------------- | ---------- |
| Banderí del Club Nautico Morcote          |      | Club Nautico Morcote                            |            |
| Banderí del Cruising Club de Suisse       |      | Cruising Club de Suisse / Cruising Club Schweiz |            |
| Banderí de la Societat Nàutica de Ginebra | 1872 | Societat Nàutica de Ginebra                     |            |

## Minories
| Bandera                                 | Data | Ús                                      | Descripció |
| --------------------------------------- | ---- | --------------------------------------- | --- |
| Bandera dels Arpitans del Piemont       | 1997 | Arpitans del Piemont                    | Dividida horitzontalment en dues parts sent la superior el doble que la inferior. A la superior es mostra la "rosassa dels pastors". Els colors blanc i vermell són els colors de Savoia i també són presents a les banderes dels tres estats en què hi ha una minoria arpitana: França, Itàlia i Suïssa. |
| Bandera de la Nació arpitana            | 1972 | Nació arpitana                          | L'estiu de 1972 José Harrieta va modificar el disseny i sobre la bandera savoiana tradicional (vermella amb creu blanca) hi va afegir un pal negre al pal, amb tres estels blancs, un per cada estat en el qual vivia la nació arpitana (Itàlia a la Vall d'Aosta, França a Savoia, i Suïssa al Valais).  |
| Bandera dels Moviment Arpitanista       | 1997 | Moviment Arpitanista                    | Recull els colors del disseny anterior canviant la part inferior de la bandera tradicional savoiana per negre. |
| Bandera dels Moviment Arpitanista       | 1997 | Jenischs o viatjants alemanys           | |
| Proposta de bandera per al poble romanx |      | Proposta de bandera per al poble romanx | Bandera de la Lliga de les Deu Jurisdiccions que apareix a la bandera del cantó dels Grisons. |